# Brachycythere
Brachycythere är ett släkte av kräftdjur. Brachycythere ingår i familjen Brachycytheridae.
Brachycythere är enda släktet i familjen Brachycytheridae.
Kladogram enligt Catalogue of Life:
| Brachycythere | \| \| Brachycythere driveri \| \| \| \| \| \| Brachycythere lincolnensis \| \| \| \| \| \| Brachycythere schumannensis \| \| \| \| |
|               | \| \| Brachycythere driveri \| \| \| \| \| \| Brachycythere lincolnensis \| \| \| \| \| \| Brachycythere schumannensis \| \| \| \| |
|               | Brachycythere driveri |
|               | |
|               | Brachycythere lincolnensis |
|               | |
|               | Brachycythere schumannensis |
|               | |